# Linia kolejowa nr 884
Linia kolejowa nr 884 – jednotorowa, zelektryfikowana linia kolejowa znaczenia miejscowego, łącząca posterunek odgałęźny Lędziny ze stacją techniczną KWK Ziemowit.
Linia umożliwia eksploatację Kopalni Węgla Kamiennego Ziemowit oraz przez pociągi towarowe jadące z kierunku Mysłowic.